# سیاتل تایمز

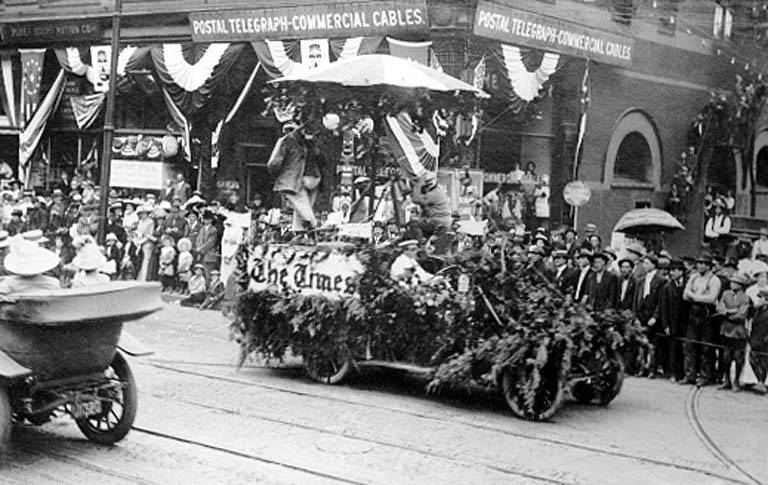
رژه سیاتل پاتلچ با نمایش شناور سیاتل تایمز، ۱۹۱۲ (سیاتل ۶۰۲)

سیاتل تایمز (انگلیسی: The Seattle Times) روزنامه‌ای محلی در سیاتل، واشینگتن است. این روزنامه پرتیراژترین روزنامه در ایالت واشینگتن و شمال غربی پسیفیک است. سیاتل تایمز در سال ۱۸۹۱ تأسیس شد و از ۱۸۹۶ تاکنون توسط خانواده بلتن اداره می‌شود. سیاتل تایمز بیشترین تیراژ را در بین هر روزنامه ای در ایالت واشینگتن و منطقه شمال غربی اقیانوس آرام دارد.
شرکت سیاتل تایمز که متعلق به خانواده بلتن می‌باشد، ۵۰/۵ درصد از این روزنامه را در اختیار دارد. شرکت مک کلاچی ۴۹/۵ درصد از اوراق را در اختیار دارد. سیاتل تایمز پیش‌از این رقابتی دیرینه با روزنامه سیاتل پست اینتلی‌جنسر داشت تا اینکه انتشار این روزنامه در سال ۲۰۰۹ متوقف شد.
نسخه‌های آن به قیمت ۲ دلار در روز در کینگ و شهرستان‌های مجاور (به جز جزیره، تورستون و سایر شهرستان‌های واشینگتن، ۲/۵ دلار) یا ۴ دلار یکشنبه‌ها/روز شکرگزاری فروخته می‌شوند. قیمت‌ها در خارج از ایالت واشینگتن بالاتر است.